# Luis Raudales
Luis Antonio Raudales (ur. 21 maja 1956) – honduraski lekkoatleta specjalizujący się w biegach długodystansowych, uczestnik letnich igrzysk olimpijskich.
Raudales reprezentował Honduras na Letnich Igrzyskach Olimpijskich 1976 w Montrealu. Brał udział w biegu maratońskim, w którym z czasem 2:29:25 ustanowił rekord życiowy i zajął 49. miejsce spośród 60 zawodników, którzy ukończyli rywalizację.